# Limes Norrlandicus

Territoire officiel du Norrland
Frontière biologique et floristique
Limite sud des « comtés forestiers »
Limite sud du parler norrlandais
Vallées du Dalälven
Limite sud du faciès géologique norrlandais

Le Limes norrlandicus (suédois norrlandsgränsen) est une ligne synthétisant la frontière climatique, biologique et culturelle entre le nord et le sud de la Scandinavie, plus particulièrement en Suède. Ce terme fut proposé par le botaniste, géologue et archéologue Rutger Sernander. Cette ligne court de la Norvège à la Russie, en passant par la Suède, la Finlande et l'Estonie.
La différence est la plus nette en Suède, car outre la transition climatique due à la latitude, cette frontière correspond à la limite entre des plaines fertiles au sud et des terrains relativement pauvres au nord, au surplus situés à des altitudes moyennes supérieures. En effet, les plaines du sud se situaient sous le niveau de la mer après la dernière glaciation et ont donc été fertilisées par des dépôts sédimentaires que le Norrland d'altitude plus élevée n'a pas reçus.
En Suède, de nombreuses limites coïncident plus ou moins avec le Limes norrlandicus, que ce soient des limites culturelles comme la limite sud de la transhumance et des dialectes norrlandais, ou la limite nord des pierres runiques et de l'urbanisation médiévale, ou des limites biologiques telles que la frontière nord de l'aire de répartition du chêne pédonculé ou des tourbières d'altitude.
Sous ce dernier critère, on rassemble parfois avec le Norrland les « comtés forestiers » (skogslänen) de Dalécarlie et du Värmland qui, bien qu'appartenant historiquement au Svealand, connaissent en grande partie les conditions naturelles du Nord du pays, avec les mêmes types de sols et la transition entre la forêt tempérée mixte et la taïga boréale, cette dernière prévalant au-delà du 60e parallèle (en Suède et en Finlande, mais pas sur la côte ouest de Norvège, dont le climat océanique permet à la forêt de feuillus de prospérer beaucoup plus au nord, jusque dans les environs de Trondheim).
Une conception populaire fait de la vallée du Dalälven (et des rivières dont il procède, le Västerdalälven et l'Österdalälven) le début du Norrland, bien que l'orientation du fleuve soit perpendiculaire aux limites géologiques et biologiques. Un vieux dicton proclame qu'« au-delà du Dalälven il n'y a plus ni chênes, ni écrevisses, ni nobles ».